# Kanton Campan
Kanton Campan (francouzsky Canton de Campan) je francouzský kanton v departementu Hautes-Pyrénées v regionu Midi-Pyrénées. Tvoří ho čtyři obce.

## Obce kantonu
- Asté
- Beaudéan
- Campan
- Gerde